# 戈羅什基夫卡
51°51′32″N 31°32′10″E / 51.85889°N 31.53611°E
戈羅什基夫卡（烏克蘭語：Горошківка），是烏克蘭北部的村莊，隸屬切爾尼希夫州的切爾尼希夫區。該村面積0.23平方公里，海拔高度135米，2006年人口87，人口密度每平方公里378.26人。